# Windows Internet Name Service
WINS (ang. Windows Internet Name Service) jest usługą stworzoną przez firmę Microsoft, umożliwiającą tłumaczenie nazw nadanych urządzeniom sieciowym (komputery, drukarki itp.) na ich adresy internetowe (adresy IP). 
Użytkownik korzystający z usługi WINS może odwoływać się do komputerów w sposób bardziej intuicyjny pisząc po prostu jego nazwę np.: SEKRETARIAT. Nazwa ta zostaje następnie zamieniona na adres IP tego komputera. Komputery w sieci porozumiewają się właśnie za pomocą tych adresów. WINS zawiera bazę danych, która odwzorowuje adresy IP na nazwy NetBIOS danego komputera i odwrotnie. Usługa WINS może działać sama lub we współpracy z serwerem DNS. Przeznaczona jest głównie dla małych sieci, składających się z kilkunastu komputerów. Korzystanie w takim wypadku z usług DNS oraz Active Directory nie jest konieczne. Usługa WINS jest zbudowana na architekturze klient-serwer, gdzie serwer WINS obsługuje zapytania i rejestruje nazwy urządzeń sieciowych, natomiast klient (NetBIOS i TCP/IP) tworzy zapytania związane z rozpoznawaniem nazw.
Usługa WINS może być także udostępniana przez serwer Samba.